# Luigi Cabrini
Luigi Cabrini (Cicognolo, 23 aprile 1906 – Cremona, 9 febbraio 1986) è stato un calciatore e giornalista italiano.

## Carriera
Si dice che prima di diventare maggiorenne si facesse chiamare "Brinica" per non far sapere ai genitori che giocava a calcio.
Diciannovenne fa il suo esordio nella Cremonese il 26 aprile 1925 nell'ultima partita del campionato a Modena in Modena-Cremonese (3-0). Con i grigiorossi mette insieme 81 presenze con 7 reti realizzate.
Gioca una stagione con i granata del Torino. Alla sua carriera non manca pure l'assaggio del calcio svizzero. Chiude la carriera a Bergamo con l'Atalanta.